# 臺灣圍盾介殼蟲
臺灣圍盾介殼蟲（学名：Fiorinia horii）为盾介殼蟲科圍盾介殼蟲屬下的一个种。